# Світова класика бейсболу
Світова класика бейсболу (англ. World Baseball Classic, WBC) — міжнародний бейсбольний турнір, який спільно організовують МЛБ і Асоціація гравців МЛБ (MLBPA) з дозволу Всесвітньої конфедерації бейсболу і софтболу (до 2013 року – Міжнародної федерації бейсболу, IBAF). Ідею проведення цього змагання для IBAF запропонували Вища ліга бейсболу, Асоціація її гравців та професіональні бейсбольні ліги інших країн. Це єдиний міжнародний турнір, що проводиться під егідою WBSC і має статус чемпіонату світу. Раніше, окрім Світової класики, цей статус IBAF надавала також турніру на Олімпійських іграх (до 2008 року) та Чемпіонату світу з бейсболу (до 2011).
Цей турнір став першим турніром світового рівня, у якому за національні збірні країн членів IBAF змогли виступати професіональні гравці з вищих ліг, у тому числі МЛБ і NPB. Проведено чотири розіграші турніру, після другого турніру у 2009 році було вирішено, що надалі він проводиться раз на чотири роки. Турнір 2017 року виграла збірна США.

## Історія
Про заснування турніру було оголошено у травні 2005 року. Комісар ВЛБ Бад Селіг та виконавчий директор MLBPA на спільній прес-конференції повідомили, що перший турнір пройде у березні 2006 року. ВЛБ робила спроби організувати такий турнір вже протягом двох років, але процес затягувався через переговори з MLBPA і власниками команд. Власники команд, зокрема власник «Нью-Йорк Янкіз» Джордж Стайнбреннер, висловлювали занепокоєння, що найсильніші гравці можуть отримати травму на турнірі саме напередодні весняних тренувань і початку нового сезону. Це ж питання непокоїло і MLBPA, але головним їхнім запереченням були допінгові правила. ВЛБ хотіла, щоб на турнірі застосовувалися більш суворі стандарти Олімпійських ігор, а спілка гравців хотіла, щоб діяли існуючі стандарти MLB. Зрештою сторони погодилися на страхування контрактів гравців на випадок отримання травми під час турніру і досить жорсткі стандарти допінг-контролю. Команди МЛБ не мали права безпосередньо блокувати участь своїх гравців у турнірі.
Подібні розбіжності щодо участі мали Японська професіональна ліга NPB та асоціація її гравців. У вересні 2005 року NPB офіційно повідомила про свою згоду на участь у Світовій класиці.

### Результати
| Рік  | Місто проведення фіналу | Чемпіон                  | Фіналіст    | 3-тє місце |
| 2006 | Сан-Дієго               | Японія                   | Куба        | Корея      |
| 2009 | Лос-Анджелес            | Японія                   | Корея       | Венесуела  |
| 2013 | Сан-Франциско           | Домініканська Республіка | Пуерто-Рико | Японія     |
| 2017 | Лос-Анджелес            | США                      | Пуерто-Рико | Японія     |
| 2023 | Маямі                   | Японія                   | США         | Мексика    |

## Результати збірних на турнірах
Легенда
- 1 – Чемпіон
- 2 – 2-ге місце
- 3 – 3-тє місце
- 4 – 4-те місце
- Р2 – 2-й раунд
- Р1 – 1-й раунд
- •  – Не пройшли кваліфікацію
- ×  – Не брали участі
- к – Кваліфікувалася на найближчий турнір

| Команда                  | 2006 (16) | 2009 (16) | 2013 (16) | 2017 (16) | 2023 (20) | Усього |
| ------------------------ | --------- | --------- | --------- | --------- | --------- | ------ |
| Австралія                | Р1        | Р1        | Р1        | Р1        | 1/4       | 5      |
| Бразилія                 | ×         | ×         | Р1        | •         | •         | 1      |
| Велика Британія          | •         | •         | •         | •         | P1        | 1      |
| Венесуела                | Р2        | 3         | Р1        | Р2        | 1/4       | 5      |
| Домініканська Республіка | 4         | Р1        | 1         | Р2        | P1        | 5      |
| Канада                   | Р1        | Р1        | Р1        | Р1        | Р1        | 4      |
| Ізраїль                  | ×         | ×         | •         | Р2        | Р1        | 2      |
| Іспанія                  | ×         | ×         | Р1        | •         | •         | 1      |
| Італія                   | Р1        | Р1        | Р2        | Р1        | 1/4       | 5      |
| КНР                      | Р1        | Р1        | Р1        | Р1        | Р1        | 5      |
| Китайський Тайбей        | Р1        | Р1        | Р2        | Р1        | Р1        | 5      |
| Колумбія                 | ×         | ×         | •         | Р1        | Р1        | 2      |
| Куба                     | 2         | Р2        | Р2        | Р2        | 4         | 5      |
| Мексика                  | Р2        | Р2        | Р1        | Р1        | 3         | 5      |
| Нідерланди               | Р1        | Р2        | 4         | 4         | Р1        | 5      |
| Панама                   | Р1        | Р1        | •         | •         | Р1        | 3      |
| ПАР                      | Р1        | Р1        | •         | •         | •         | 2      |
| Південна Корея           | 3         | 2         | Р1        | Р1        | Р1        | 5      |
| Пуерто-Рико              | Р2        | Р2        | 2         | 2         | 1/4       | 5      |
| США                      | Р2        | 4         | Р2        | 1         | 2         | 5      |
| Чехія                    | •         | •         | •         | •         | Р1        | 1      |
| Японія                   | 1         | 1         | 3         | 3         | 1         | 5      |
| Команда                  | 2006(16)  | 2009(16)  | 2013(16)  | 2017(16)  | 2023 (20) | Усього |

## Формат
У фінальній частині турніру беруть участь 16 національних збірних. У 2006 і 2009 роках перелік формувався за запрошенням від організаторів. Починаючи з турніру 2013 року проводиться кваліфікація учасників. У кваліфікації змагаються 4 команди, які зайняли останні місця у підгрупах попереднього турніру, і 12 команд, яких запросять організатори. Кваліфікація проводиться за рік до основного турніру, чотири найкращі збірні отримують право зіграти у фінальній частині.
Фінальна частина турніру розбита у свою чергу на три стадії. У першому раунді 16 команд грають у чотирьох групах. Кожна з груп проводить усі матчі на одному стадіоні (зазвичай протягом трьох днів на початку березня). Переможці груп проходять до другого раунду, треті місця отримують право грати у наступній Світовій класиці, а четверті гратимуть кваліфікаціний турнір, щоб здобути таке право. Другий раунд проходить у двох групах по чотири команди в одне коло на одному стадіоні. По дві найкращі команди груп грають у чемпіонському раунді (півфінали і фінал), який проводиться зазвичай у другій половині березня (всі чотири рази фінал проходив у одному з міст Каліфорнії). Організатори часто змінюють формат проведення групових турнірів, застосовуючи кругову систему і систему з «вибуттям після двох поразок».

## Висвітлення у ЗМІ
Фінали першої і другої Світової бейсбольної класики у США показувала телекомпанія, але трансляцію турнірів 2013 і 2017 років повністю організовував канал MLB Network. Транляціями іспанською мовою займається канал ESPN Deportes, а правами на аудіотрансляції володіє ESPN Radio.

### Відвідуваність
Без врахування матчів кваліфікації
| Рік  | Усього глядачів | Матчів | Середня відвідуваність |
| ---- | --------------- | ------ | ---------------------- |
| 2006 | 737,112         | 39     | 18900                  |
| 2009 | 801,408         | 39     | 20549                  |
| 2013 | 781,438         | 39     | 20037                  |